# The Chieftains 7
The Chieftains 7 è il settimo album in studio del gruppo musicale irlandese The Chieftains, pubblicato nel 1977.

## Tracce
1. Away We Go Again – 6:22
2. Dochas – 3:47
3. Hedigan's Fancy – 3:47
4. John O'Connor and the Ode to Whiskey – 2:38
5. Friel's Kitchen – 4:41
6. No. 6 the Coombe – 3:50
7. O'Sullivan's March – 4:00
8. The Ace and the Deuce of Pipering – 3:23
9. The Fairies' Lamentation And Dance – 6:52
10. Oh! The Breeches Full of Stitches – 4:21

## Formazione
- Paddy Moloney - uillean pipes, tin whistle
- Seán Potts - tin whistle, ossa
- Martin Fay - fiddle, ossa
- Seán Keane - fiddle, tin whistle
- Michael Tubridy - flauti, concertina, tin whistle
- Derek Bell - arpa, oboe, tiompán
- Kevin Conneff - bodhrán